# Isabella Melo
Isabella Melo Assis Costa (18 de abril de 1993) es una modelo brasileña.

## Vida y carrera
Melo nació el 18 de abril de 1993 en Recife, Pernambuco, Brasil. Melo empezó a modelar a la edad de 15 años, desfilando en pasarelas nacionales. En 2012, Melo desfiló en un total de 53 eventos, entre ellos, Chanel, Dolce & Gabbana y Lacoste. Figuró en Vogue Girl de octubre de 2012 en Corea.
Ha trabajado con marcas como Givenchy, John Galliano, Emporio Armani, Giorgio Armani, Just Cavalli, Kenzo, Oscar de la Renta y Vivienne Westwood.